# Liste profanierter Kirchen im Bistum Mainz
Die Liste profanierter Kirchen im Bistum Mainz führt Kirchen- und Kapellengebäude im Bistum Mainz auf, die profaniert oder umgewidmet wurden. Sie wurden oder werden verkauft, umgebaut oder abgerissen.

## Profanierte Kirchen
| Bild | Kirche                                 | Ort                                      | Pastoralraum/Pfarrei            | Baujahr     | Profaniert       | Bemerkungen |
| ---- | -------------------------------------- | ---------------------------------------- | ------------------------------- | ----------- | ---------------- | --- |
|      | St. Pankratius                         | Budenheim                                | Mainz-Nordwest                  | 1734        | Ende 1971        | Weiterhin im Besitz der katholischen Pfarrei Budenheim, jedoch keine regelmäßige Nutzung zur Gottesdienstfeier Renovierung und Instandhaltung durch den Förderverein „Pankratiuskirche Budenheim e. V.“ |
|      | St. Thomas                             | Hungen-Trais-Horloff                     | Gießen-Süd                      | Ende 1950er | Ende 1970er      | Verkauf an örtliches Unternehmen, anschließender Rück- und Umbau |
|      | Kapelle der Begegnungsstätte Seestraße | Rodgau-Nieder-Roden                      | Rodgau-Rödermark                | 1989        | Ende 2017        | Verkauf an regionales Bauunternehmen Abriss im Februar 2024, Bau eines Mehrfamilienhauses an gleicher Stelle geplant                                                                                    |
|      | Monika-Kapelle                         | Ingelheim-Nieder-Ingelheim               | Ingelheim                       | 1950        | 1. Juni 2019     | |
|      | St. Elisabeth                          | Bensheim-Schönberg                       | Bensheim-Zwingenberg            | 1956        | Ende 2019        | Verkauf des Kirchengebäudes Aufstellung des Altars in den Weinbergen am Hemsberg |
|      | St. Johannes der Täufer                | Flörsheim-Dalsheim (OT Nieder-Flörsheim) | Worms und Umgebung              | 1705/06     | 31. Oktober 2021 | Übergabe des Kapellenraums an die politische Gemeinde Flörsheim-Dalsheim Nutzung als Sitzungsraum für den Ortsgemeinderat geplant                                                                       |
|      | Maria Himmelfahrt                      | Brombachtal-Kirchbrombach                | Odenwaldkreis                   | 1967        | 13. August 2022  | |
|      | Heilig Geist                           | Wartenberg-Angersbach                    | Vogelsberg-Süd                  | 1962        | 4. November 2023 | |
|      | St. Paulus                             | Ingelheim am Rhein (OT Ingelheim-West)   | Ingelheim (St. Maria Magdalena) | 1981        | 20. Januar 2024  | Umbau des Kirchengebäudes zur Kindertagesstätte „St. Paulus Ingelheim“ |
|      | Maria Himmelfahrt                      | Nieder-Hilbersheim                       | Ingelheim (St. Maria Magdalena) | 1862        | 21. April 2024   | |
|      | St. Elisabeth                          | Reinheim-Georgenhausen                   | Otzberger Land                  | 1975        | 25. Mai 2025     | profaniert per Dekret vom 1. August 2024; Umnutzung zu Mensa vorgesehen |

## Umgewidmete Kirchen
| Bild | Kirche              | Ort                   | Pastoralraum            | Baujahr      | Umgewidmet       | Bemerkungen |
| ---- | ------------------- | --------------------- | ----------------------- | ------------ | ---------------- | --- |
|      | St. Petrus Canisius | Darmstadt-Eberstadt   | Darmstadt-Südost        | 1964–1965    | 2013             | Übernahme der Kirche durch die griechisch-orthodoxe Gemeinde in Darmstadt Umbenennung in St. Nikolaos, Nutzung als Kirche                      |
|      | Heilig Geist        | Mainz-Mombach         | Mainz Nordwest          | 1972–1973    | Ende 2014        | Verkauf an die koptisch-orthodoxe Gemeinde Umbenennung in St. Kyrillos, Nutzung als Kirche und Gemeindezentrum                                 |
|      | St. Hildegardis     | Dietzenbach-Steinberg | Heusenstamm-Dietzenbach | Mitte 1990er | 6. November 2021 | Verkauf an die Rodgauer Gemeinde der syrisch-orthodoxen Kirche von Antiochien Umbenennung in St. Maria, Nutzung als Kirche und Gemeindezentrum |